# Eugnosta telemacana
Eugnosta telemacana es una especie de polilla de la tribu Cochylini, familia Tortricidae. Fue descrita científicamente por Razowski & Becker en 2007.
Su envergadura es de 20 mm. El color base de la parte posterior de las alas anteriores es blanco nieve con líneas grises y manchitas costales. Las alas posteriores son parduzcas con rayitas difusas castaño oscuro.

## Distribución
Se encuentra en Brasil (Paraná).